# László Nagy (författare)
László Nagy, född 1925, död 1978, var en ungersk diktare och översättare, en av de mest betydande inom den ungerska efterkrigslitteraturen.

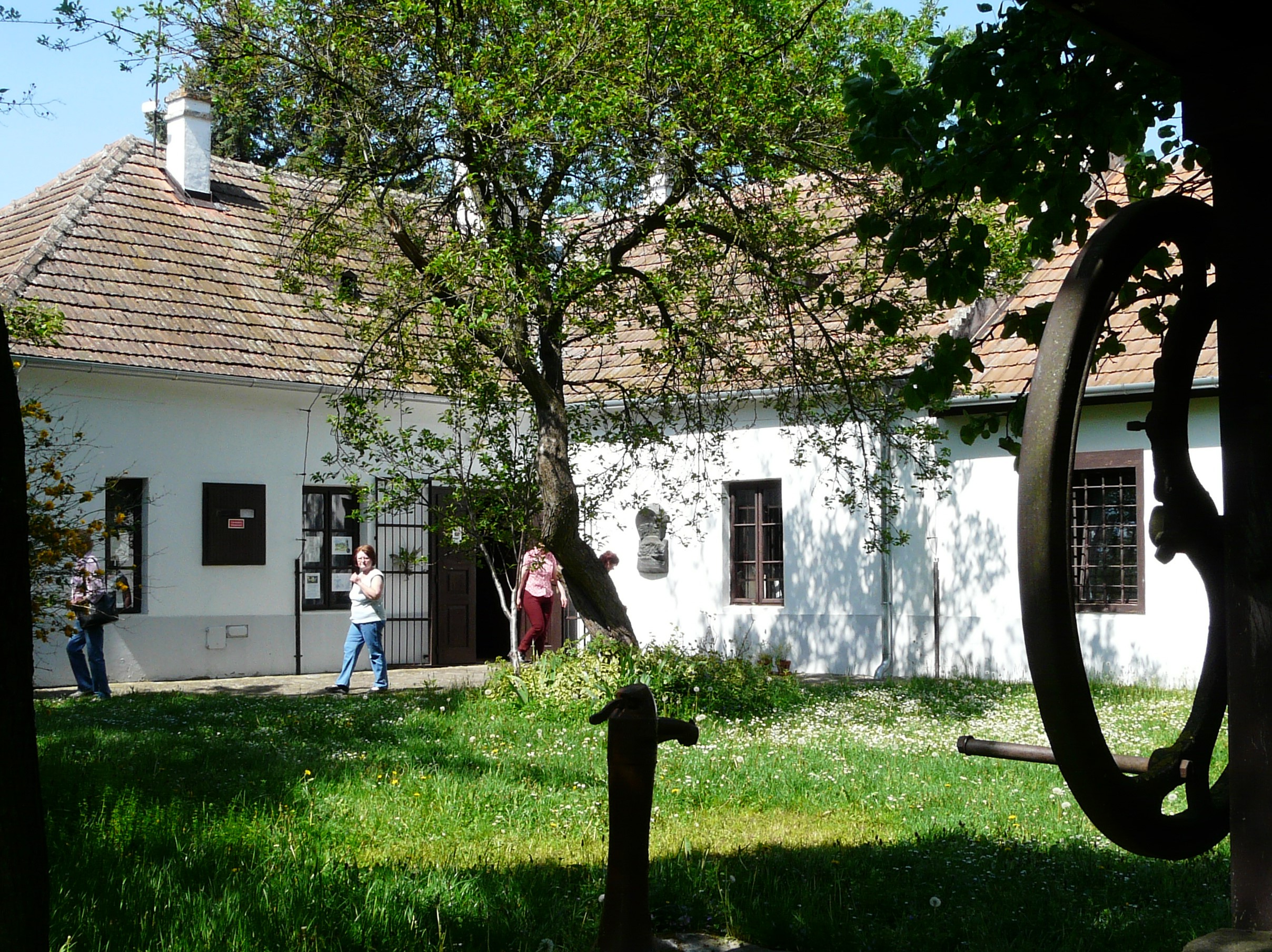
Poeten László Nagys hus i Iszkáz (museum).

Nagy studerade först målarkonst, och senare filologi. Han fick sitt verkliga litterära genombrott under tövädersperioden efter Stalins död. Tillsammans med andra unga författare försökte han hitta en väg ut ur den återvändsgränd litteraturen hade hamnat i på grund av den misslyckade kulturpolitiken. Han bidrog i hög grad till att skapa ett tidsenligt poetiskt språk. Han debuterade med diktsamlingen Tűnj el fájás ("Försvinn smärta", 1949) och gav till sin död ut sammanlagt tio diktsamlingar och en lång rad tolkningar, framför allt från sydslaviska språk. Hans samlade dikter och tolkningar gavs ut i fyra band 1975.
På svenska finns Den gröna ängeln: dikter (tolkningar av Folke Isaksson och Béla Jávorszky under medverkan av János Csatlós, Bonnier, 1986)